# Cichociemni

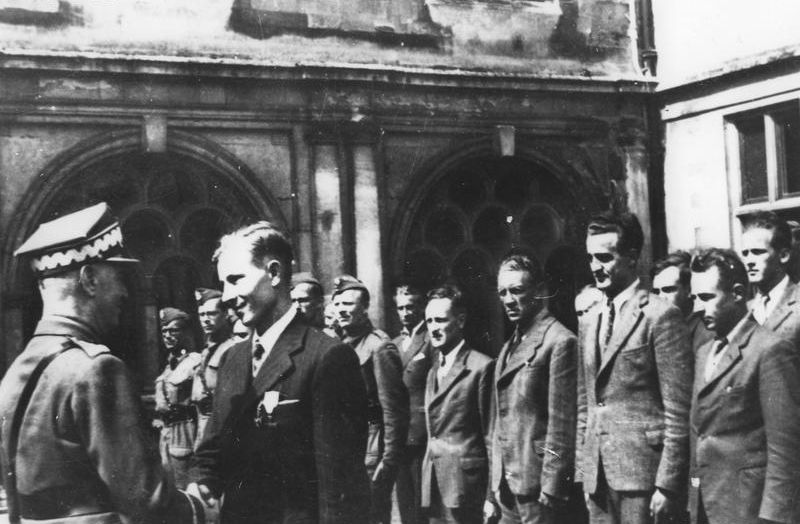
Remise de décoration à des Cichociemni par le général Sikorski

Les Cichociemni ("Les silencieux et sombres" ou "Les invisibles et silencieux") étaient des forces d’opérations spéciales polonaises créées pendant la Seconde Guerre mondiale. Ce corps d'élite se recrutait parmi les Polonais de l'Armée polonaise de l'Ouest et leur mission principale était de renforcer l'action de la résistance polonaise (Armia Krajowa) dans la Pologne occupée.
Les Cichociemni furent d'abord entraînés en Écosse conformément aux normes du Special Operations Executive et des commandos britanniques pour former des troupes légères, mobiles, capables de frapper vigoureusement lors de raids ou d’opérations derrière les lignes ennemies. À partir de 1944, l'entraînement était aussi organisé à Brindisi en Italie. Les premiers Cichociemni furent parachutés de Londres en territoire polonais occupé dans la nuit du 15 au 16 février 1941.
Bien que l'unité ait été organisée en collaboration avec le SOE britannique, elle était largement indépendante. La section polonaise du SOE fut la seule qui choisît ses propres hommes librement et eût sa propre communication radio avec un pays occupé. De plus, les identités des agents polonais n'étaient connues que de l'état-major général polonais.

## Le nom
Ce nom décrit ceux « qui apparaissent silencieusement là où ils sont le moins attendus, provoquent le bazar chez l'ennemi et disparaissent de la façon dont ils sont venus, inaperçus, invisibles ».
Dans les premiers temps, ce nom était informel et utilisé surtout par les soldats qui se portaient volontaires au parachutage en Pologne. Cependant, à partir de septembre 1941, il devint officiel et utilisé dans tous les documents. Il incluait le quartier général polonais secret qui organisait la formation des agents (leur fournissant les connaissances, l'argent et l'équipement nécessaires) ainsi que les agents eux-mêmes qui devaient être parachutés en Pologne ou dans d'autres pays occupés.

## Histoire

### Les débuts
Le 30 décembre 1939, le capitaine Jan Górski, un officier de l'armée polonaise qui s'était échappé vers la France après la défaite de la Pologne, rédigea un rapport pour le chef de l'état-major polonais. Górski proposait la création d'une unité secrète pour maintenir le contact avec les forces de résistance en Pologne (dans les premiers temps appelées Związek Walki Zbrojnej "Union de la lutte armée". Elles ont ensuite pris le nom de l'Armia Krajowa, « Armée de l'Intérieur »), en utilisant un groupe d'émissaires bien entraînés. Ce rapport fut ignoré, mais Górski le représenta plusieurs fois. Finalement, le général Józef Zając (chef de l'Armée de l'Air polonaise), répondit que, si la création d'une telle unité pouvait être une démarche judicieuse, l'Armée de l'Air polonaise n'avait pas les moyens de transport et ne disposait d'aucun aménagement pour l'entraînement d'une telle unité.
Górski et son collègue Maciej Kalenkiewicz continuèrent d'étudier la possibilité de former des parachutistes de forces spéciales. Après la capitulation de la France, ils réussirent à gagner le Royaume-Uni. Ils étudièrent des documents sur les parachutistes allemands et élaborèrent un plan pour créer en exil une force aéroportée polonaise destinée à être engagée dans des opérations clandestines. Cette force devait être utilisée uniquement pour soutenir une future insurrection dans la Pologne occupée (Opération Tempête). Leur plan ne fut jamais adopté mais, le 20 septembre 1940, le commandant en chef polonais, le général Władysław Sikorski, donna l'ordre de créer la section III de l'état-major général (Oddział III Sztabu Naczelnego Wodza). L'objectif de cette section III était de planifier des opérations clandestines en Pologne, des parachutages d'armes et de matériels, et l'entraînement des parachutistes.

### Entraînement
Peu après, la section III commença à accepter des volontaires. Ceux qui étaient sélectionnés quittaient leur unité silencieusement et dans la nuit - d'où leur nom, Cichociemni. Parmi les 2 413 candidats, seuls 605 parvinrent au terme de leur entraînement et réussirent leurs examens. 579 d'entre eux furent qualifiés pour le pont aérien. 
Parmi les volontaires, il y eut:
- 1 général
- 112 officiers d'état-major
- 894 officiers
- 592 sous-officiers
- 771 soldats
- 15 femmes
- 28 civils du gouvernement polonais en exil

L'entraînement, préparé par le 6e détachement de l’état-major général polonais (Oddział VI Sztabu Naczelnego Wodza) et le SOE britannique, consistait en cinq parties :
- préparation et entraînement physique (kurs zaprawowy) ;
- recherche psychologique et technique (kurs badań psychotechnicznych) ;
- entraînement au saut en parachute (kurs spadochronowy) ;
- opérations secrètes et actions clandestines (kurs walki konspiracyjnej) ;
- cours final (kurs odprawowy).

Durant la première phase de l'entraînement, tous les volontaires apprenaient à utiliser toutes les armes (qu'elles fussent britanniques, polonaises, allemandes, russes ou italiennes) et les mines. Des cours supplémentaires étaient organisés au cours desquels les soldats étaient entraînés aux techniques des opérations secrètes, la topographie, la cryptographie, et le tir de précision. Ils apprenaient aussi tous les détails de la vie quotidienne dans la Pologne occupée, depuis les lois imposées par les Allemands jusqu'à la mode populaire dans la capitale occupée. Le quatrième cours incluait toutes sortes d'opérations secrètes, l'apprentissage du ju-jitsu, le tir sur des cibles invisibles.
Le dernier cours incluait l'acquisition d'une nouvelle identité forgée. Tous les soldats qui allaient au terme de l'entraînement s'engageaient de fait comme membres de l'Armia Krajowa.

### Ponts aériens
Le premier pont aérien fut organisé le 16 février 1941. Les missions aériennes alliées participèrent à un total de 483 ponts aériens, perdant au passage 68 avions dans des crashes aériens ou abattus par le feu ennemi. Avec les Cichociemni, près de 630 tonnes de matériel de guerre furent envoyées dans des conteneurs spéciaux. De plus, les agents apportèrent à l'Armia Krajowa sur le terrain les sommes d'argent suivantes :
- 40 869 800 faux zloty polonais
- 26 299 375 dollars en billets et en pièces d'or
- 1 755 livres sterling en pièces d'or
- 3 578 000 marks allemands

Le 27 décembre 1944, 316 soldats et 28 envoyés furent parachutés avec succès sur le sol polonais. En plus, 17 agents furent parachutés en Albanie, France, Grèce, Italie et Yougoslavie. Enfin, un nombre inconnu de Polonais (parmi lesquels la célèbre Krystyna Skarbek) furent aussi parachutés sur le territoire français par le Special Operations Executive britannique pour démarrer un mouvement de résistance au sein de la population polonaise en France, qui comptait alors un demi-million de personnes, ainsi que des mouvements clandestins tels que le réseau Monika.
Parmi ceux qui sautèrent sur la Pologne, on retrouve des militaires de tous grades. Le plus vieux d'entre eux avait 54 ans, le plus jeune 20. D'après la règle, tous les volontaires accédaient à un grade supérieur au moment de leur saut.

### Le combat
En Pologne, les Cichociemni furent la plupart du temps transférés dans différentes unités spéciales du Związek Walki Zbrojnej (ZWZ) puis de l'Armia Krajowa (AK).  La majorité rejoignit Wachlarz, le Związek Odwetu et le Kedyw. 
Beaucoup devinrent d'importants officiers d'état-major de l'armée secrète polonaise, participèrent à l'opération Tempête et aux insurrections de Wilno, Lwów et Varsovie
Les Cichociemni remplirent différentes fonctions dans les pays occupés:
- 37 travaillèrent pour les services secrets
- 50 furent des opérateurs radio et des émissaires
- 24 furent officiers d'état-major
- 22 furent pilotes et coordinateurs de parachutages
- 11 furent instructeurs des forces blindées et professeurs de guerre antichar dans des écoles militaires secrètes
- 3 furent entraînés à fabriquer des faux papiers
- 169 furent entraînés aux opérations secrètes de diversion et de résistance
- 28 furent des envoyés du gouvernement polonais.

## Les Cichociemni et leurs actions célèbres
Les Cichociemni les plus connus furent :
| Rang                                                                                                | Nom et pseudonyme                                                    | Parachuté le      | Note |
| --------------------------------------------------------------------------------------------------- | -------------------------------------------------------------------- | ----------------- | --- |
| Colonel                                                                                             | Kazimierz Iranek-Osmecki - Antoni                                    | 14 mars 1943      | Commandant du 2e détachement de l'état-major général de l'Armia Krajowa (spécialité: renseignement et contre-espionnage), découvrit les installations d'essai des V-1 et V2 allemands à Peenemünde. Combattit durant l'Insurrection de Varsovie. |
| Général                                                                                             | Leopold Okulicki - Niedźwiadek                                       | 14 mars 1943      | Chef d'état-major adjoint de l'Armia Krajowa, commandant de l'organisation "Nie", arrêté par le NKVD, probablement torturé à mort à la prison de la Lubyanka de Moscou, le 24 décembre 1946. |
| Sous-lieutenant, plus tard lieutenant (maintenant brigadier-général à la retraite, titre d'honneur) | Stefan Bałuk - Starba; Kubuś                                         | 10 avril 1944     | Spécialiste en fabrication de faux documents et microphotographie, operative of legalization[Quoi ?] section 'Agaton', participant aux opérations de renseignement de l'Armia Krajowa. Pendant l'insurrection de Varsovie il commanda en second la section 'Agaton', et enfin, il commanda l'unité de transmission 59, un détachement de protection de l'état-major général de l'AK. |
| capitaine                                                                                           | Tadeusz Klimowski - Klon                                             | 7 janvier 1942    | Chef d'état-major de la 27e division d'infanterie de l'Armée de l'Intérieur polonaise. |
| Capitaine                                                                                           | Adam Borys - Pług                                                    | 2 octobre 1942    | Organisateur du bataillon Agat groupe de combat contre la Gestapo. L'action d'éclat de cette unité fut l'assassinat de Franz Kutschera, SS et chef de la police du Reich à Varsovie, action connue sous le nom d'opération Kutschera |
| Adjudant                                                                                            | Adolf Pilch - Góra, Dolina                                           | 17 février 1943   | Organisateur d'une unité de cavalerie de partisans forte de 1 000 hommes dans la zone de Nowogródek, fit une percée dans la forêt de Kampinos près de Varsovie et la libéra avec ses hommes, il participa à 235 combats entre le 3 juin 1943 et le 17 janvier 1945. |
| Lieutenant-colonel                                                                                  | Maciej Kalenkiewicz - Kotwicz                                        | 28 décembre 1941  | Organisateur des Cichociemni et principal concepteur de l'opération Ostra Brama, mort au combat à la bataille de Surkonty contre les forces du NKVD, le 21 août 1944. |
| Lieutenant                                                                                          | Józef Czuma - Skryty                                                 | 18 février 1943   | Organisateur d'une unité de résistance portant son nom dans la zone de Varsovie, arrêté par la Gestapo le 12 juillet 1944, probablement torturé à mort à Pawiak. |
| Lieutenant, plus tard capitaine                                                                     | Stanisław Jankowski - Agaton                                         | 3 mars 1942       | Spécialiste en faux, aida à organiser le département de fabrication des faux papiers de l'Armia Krajowa au nom de code 'section Agaton'; commandant du 'peloton Agaton' au moment de l'Insurrection de Varsovie; plus tard adjudant major du commandant-en-chef de l'AK; il survécut à la guerre et devint un architecte connu. |
| Colonel                                                                                             | Józef Spychalski - Grudzień, Luty                                    | 31 mars 1942      | Commandant de la zone de Cracovie pour l'AK, arrêté par la Gestapo le 24 mars 1944. |
| Colonel                                                                                             | Roman Rudkowski                                                      | 26 janvier 1943   | Commandant du 3e Détachement de l'état-major général de l'Armia Krajowa (forces aériennes et livraisons aéroportées). |
| Major                                                                                               | Bolesław Kontrym                                                     | 2 septembre 1942  | Organisateur des forces de la police secrète, participa à l'insurrection de Varsovie. Après la guerre, il fut arrêté par ministère de la Sécurité intérieure polonais et exécuté en janvier 1953. |
| Major                                                                                               | Hieronim Dekutowski "Zapora" "Odra", "Reżu", "Stary", "Henryk Zagon" | 2 septembre 1942  | Parachuté la nuit du 17 septembre 1943 en compagnie de Bronisław Rachwał "Glin" et de Kazimierz Smolaker "Nurek" dans le cadre de l'opération “Neon 1”. Au départ, il était officier d'état-major de l'Armia Krajowa, sous le commandement de Tadeusz Kuncewicz "Podkowa". Après cela, il prit le commandement de la 4e compagnie du 9e Régiment d'Infanterie des Légions de l'AK dans l'Inspectorat local de l'AK "Zamość". En plus de son activité de combat contre les unités anti-partisans allemandes et de sabotage, il organisa des caches dans ses camps de partisans pour les Juifs en fuite. Après la guerre, il rejoignit "Wolność i Niezawisłość. Il fut arrêté par l'Urząd Bezpieczeństwa, torturé et gardé au secret le 3 novembre 1948. Il fut condamné à mort et exécuté le 3 mars 1949. Son lieu de sépulture est demeuré inconnu. |
| Major                                                                                               | Jan Piwnik "Ponury"                                                  | 7 novembre 1941   | Parachuté en Pologne le 7 novembre 1941. Il était l'officier en commandement du Kedyw des environs de Radom-Kielce pour l'Armia Krajowa. Il organisa une grande unité de l'AK appelée Zgrupowania Partyzanckie Armii Krajowej "Ponury". Il est mort au combat près du village de Jewlaszcze, le 16 juin 1944. |
| Brigadier-général à la retraite (titre d'honneur)                                                   | Elżbieta Zawacka - "Zelma", "Zo"                                     | 10 septembre 1943 | Le seul agent féminin Cichociemny à être parachuté sur la Pologne occupée; elle servit en tant qu'agent de liaison entre le quartier général de l'AK et le gouvernement polonais en exil. Après la guerre, elle fut arrêtée et torturée par l'Urząd Bezpieczeństwa et passa un long moment en prison. Elle se lança ensuite dans la recherche universitaire, et obtint son doctorat à l'université de Gdansk. |
| Lieutenant-colonel                                                                                  | Stanisław Dmowski - "Podlasiak"                                      | 27 décembre 1944  | Parachuté en Pologne près de Wilga dans le cadre de l'opération Staszek 2, il combattit ensuite dans le bataillon ‘Andrzej’ opérant dans la région de Silésie, désorganisant les communications allemandes et harcelant les forces en retraite. À l'arrivée des forces soviétiques, il fut mis à la disposition du commandant de la région de Cracovie en tant que Chef Action 2 et du renseignement militaire, au quartier général de l'Armée de l'Intérieur. Arrêté et interrogé par l'Urząd Bezpieczeństwa, il fut ensuite relâché et s'enfuit de Pologne en 1946. |

## Les pertes

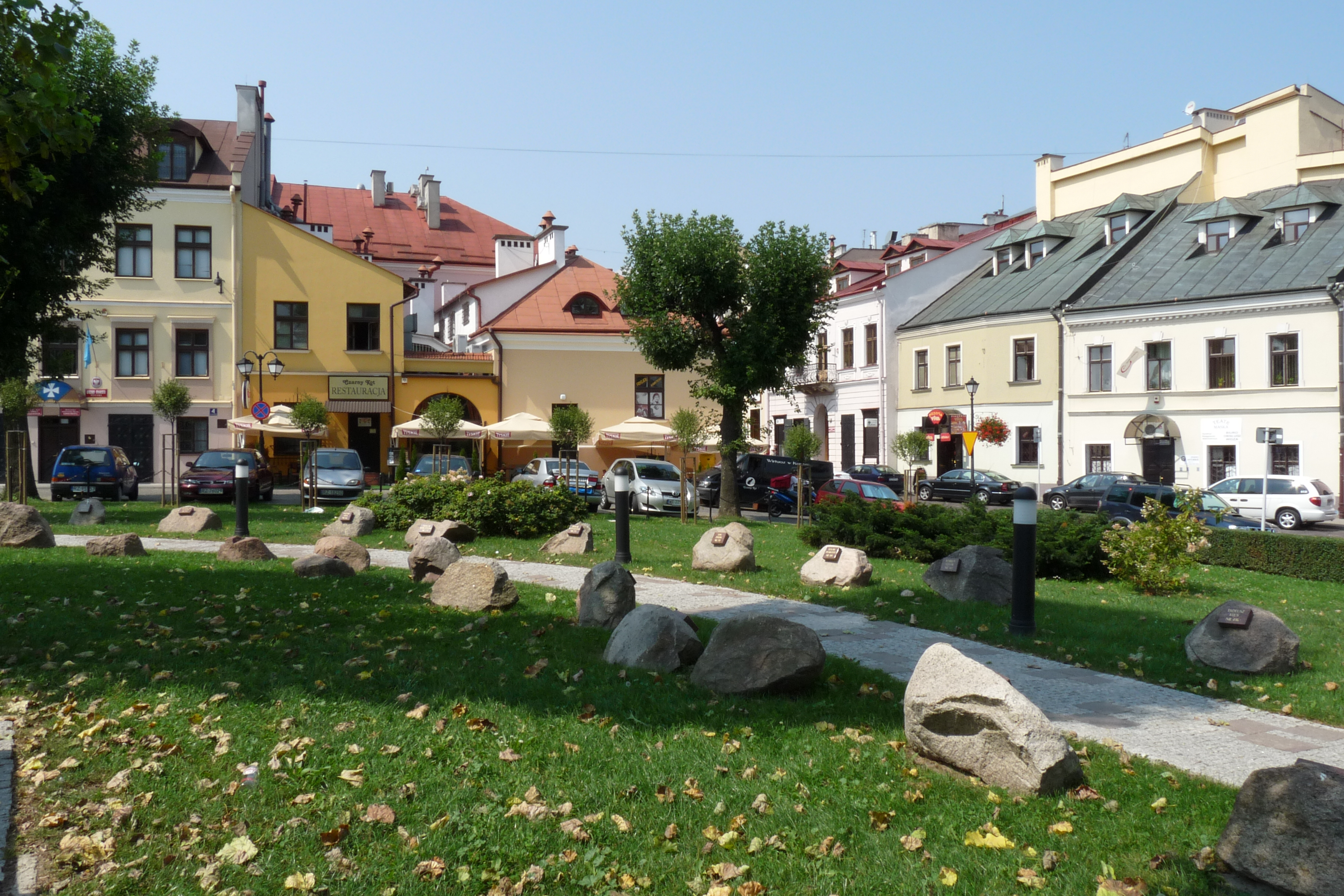
Square des Cichociemni à Rzeszów.

Sur les 344 hommes transportés en Pologne, 112 sont morts au combat:
- 84 disparurent dans les combats contre les Allemands ou bien furent torturés à mort par la Gestapo après avoir été arrêtés
- 10 se suicidèrent dans des prisons ou des camps de concentration allemands
- 10 furent exécutés par les Communistes durant et après la guerre
- 9 furent descendus avec leur avion avant d'avoir pu être parachutés.

Sur les 91 Cichociemni qui prirent part à l'insurrection de Varsovie, 18 sont morts au combat.

## Après la guerre
Le premier ouvrage sur les Cichociemni fut publié en Angleterre en 1954; une édition polonaise Drogi cichociemnych : opowiadania zebrane i opracowane przez kolo spadochroniarzy Armii Krajowej fut publiée par Veritas et une édition anglaise The unseen and Silent; adventures from the underground movement narrated by paratroops of the Polish Home Army (Les Invisibles et silencieux; aventures du mouvement clandestin racontées par des parachutistes de l'Armée de l'Intérieur polonaise) fut publiée par Sheed and Ward.
L'édition polonaise fut rééditée en Angleterre plusieurs fois au cours des ans et la dernière date de 1973. Une version en miniature de "Drogi cichociemnych" parut en deux volumes par les soins de "Kurs" et fut distribuée dans la Pologne communiste en 1985.
Les mémoires du général c.c. Stefan Bałuk, Byłem Cichociemnym (J'étais un Cichociemny) furent publiés en 2008. Il avait 94 ans quand son livre parut en librairie. Ce livre a été traduit en anglais en 2009 (Silent and Unseen: I was a WWII special ops commando).
À partir du 4 août 1995, l'unité des forces spéciales polonaises appelée GROM a adopté le nom et les traditions des Cichociemni.